# چارنوو (استان لوبوسکی)
چارنوو (به لهستانی:  Czarnów) یک روستا در لهستان است که در گمینا گوژتسا واقع شده‌است. چارنوو ۷۲۰ نفر جمعیت دارد.